# Ronde van Reggio Calabria 2011
De Ronde van Reggio Calabria 2011 werd gehouden van vrijdag 28 januari tot en met zondag 30 januari in in de Italiaanse provincie Reggio Calabria. Het was de 64e editie van deze etappekoers. Winnaar werd Daniele Pietropolli van Lampre-ISD.

## Etappe overzicht
| Etappe | Datum      | Start                 | Finish          | afstand  | Winnaar             | Ploeg                     |
| ------ | ---------- | --------------------- | --------------- | -------- | ------------------- | ------------------------- |
| 1e     | 28 januari | Melito di Porto Salvo | Catanzaro       | 164 km   | Daniele Pietropolli | Lampre-ISD                |
| 2e     | 29 januari | Soverato              | Vibo Valentia   | 195,1 km | Oscar Gatto         | Farnese Vini-Neri Sottoli |
| 3e     | 30 januari | Pizzo                 | Reggio Calabria | 171,9 km | Manuel Belletti     | Colnago-CSF Inox          |

## Eindklassementen

### Sprintklassement
| Plaats  | Naam               | Ploeg                     | Punten |
| ------- | ------------------ | ------------------------- | ------ |
| Winnaar | Federico Rocchetti | De Rosa-Ceramica Flaminia | 22     |
| 2       | Vitaliy Kondrut    | Lampre-ISD                | 18     |
| 3       | Cristiano Benenati | De Rosa-Ceramica Flaminia | 12     |

### Bergklassement
| Plaats  | Naam                | Ploeg                     | Punten |
| ------- | ------------------- | ------------------------- | ------ |
| Winnaar | Stefano Pirazzi     | Colnago-CSF Inox          | 5      |
| 2       | Francisco Vila      | De Rosa-Ceramica Flaminia | 4      |
| 3       | Daniele Pietropolli | Lampre-ISD                | 3      |

1920 · 1921 · 1922 · 1923 · 1924 · 1925 · 1926 · 1927 · 1928 · 1929 · 1930 · 1931 · 1932 · 1933 · 1934 · 1935 · 1936 · 1937 · 1938 · 1939 · 1940 · 1941 · 1942 · 1943 · 1944 · 1945 · 1946 · 1947 · 1948 · 1949 · 1950 · 1951 · 1952 · 1953 · 1954 · 1955 · 1956 · 1957 · 1958 · 1959 · 1960 · 1961 · 1962 · 1963 · 1964 · 1965 · 1966 · 1967 · 1968 · 1969 · 1970 · 1971 · 1972 · 1973 · 1974 · 1975 · 1976 · 1977 · 1978 · 1979 · 1980 · 1981 · 1982 · 1983 · 1984 · 1985 · 1986 · 1987 · 1988 · 1989 · 1990 · 1991 · 1992 · 1993 · 1994 · 1995 · 1996 · 1997 · 1998 · 1999 · 2000 · 2001 · 2002 · 2003 · 2004 · 2005 · 2006 · 2007 · 2008 · 2009 · 2010 · 2011 · 2012· 2013-2022 · 2023